# Lorik Cana
Lorik Agim Cana  (Pristina, Jugoszlávia, 1983. július 27. –) albán válogatott labdarúgó, középpályás. Az albán mellett francia és svájci állampolgárságú is.
Cana és családja gyerekként elhagyta a polgárháborúnak kitett Koszovót, és Svájcba távozott. 

## Pályafutása

### Klubcsapatokban
A védekező középpályás tinédzserként 1997-ben csatlakozott az Lausanne-Sporthoz. 16 évesen volt egy ajánlata az Arsenaltól, amit vízumproblémák miatt el kellett utasítania. Ezt követte 2000-ben a Paris Saint-Germain ajánlata, amelyet el is fogadott. A 2002–03-as szezonra az ifjúságiak sorából a főváros második csapatába került.
Egy szezon után a PSG első csapatába került. 20 éves korában „Albánia 2003-as év labdarúgójának” választották. 2005 nyarán az Olympique Marseille-hez igazolt. Ott csapatkapitánynak választották. Első gólját új együttese színeiben éppen a régi klubja, a Paris Saint-Germain ellen szerezte.
A 2009–10-es szezonban 5,5 millió euróért a Premier League-ben szereplő Sunderlandhez igazolt. A 2010-es nyári szünetben a Galatasarayhoz került négyéves szerződéssel. Az átigazolási díj hatmillió font volt. Egy szezon után elhagyta a Galatasarayt, és a 2011–12-es szezonra az olasz Serie A-ban szereplő Lazióba igazolt.
A római csapatnál négy év után visszaigazolt Franciaországba az Nanteshoz, ahol egyéves szerződést írt alá. 2016-ban fejezte be a profi labdarúgó pályafutását.

### A válogatottban
Nem sokkal a PSG-ben való bemutatkozása után először hívták be az albán válogatottba. Első nemzetközi mérkőzését Svájc ellen játszotta.
Hazája válogatottjában több mint 90 nemzetközi találkozón lépett pályára. Gólt lőtt az Azerbajdzsán elleni barátságos mérkőzésen.
2016-ban a franciaországi Európa-bajnokságon csapatkapitányként bekerült az albán keretbe. A Svájc elleni nyitómeccsen a 36. percben egy szándékos kezezés miatt kiállították. A Románia elleni mérkőzés utolsó perceiben csereként lépett a pályára. Bár Albánia megnyerte ezt a találkozót, nem jutott tovább a csoportjából. A torna után bejelentette, hogy lemond a válogatottságról.

## Sikerei, díjai
- 2003–04: Az év albán labdarúgója
- 2003–04: Francia kupagyőztes a Paris Saint-Germainnel
- 2003–04: A francia bajnokság ezüstérmese a Paris Saint-Germainnel
- 2005–06: Coupe de France döntőse az Olympique Marseille-jel
- 2006–07: Coupe de France döntőse az Olympique Marseille-jel
- 2006–07: A francia bajnokság ezüstérmese az Olympique Marseille csapatával
- 2012–13: Olasz kupagyőztes a Lazióval

## Fordítás
- Ez a szócikk részben vagy egészben  a   Lorik Cana című német Wikipédia-szócikk ezen változatának fordításán alapul.  Az eredeti cikk szerkesztőit annak laptörténete sorolja fel. Ez a jelzés csupán a megfogalmazás eredetét és a szerzői jogokat jelzi, nem szolgál a cikkben szereplő információk forrásmegjelöléseként.